# Masio
Masio és un municipi situat al territori de la província d'Alessandria, a la regió del Piemont (Itàlia).
Limita amb els municipis de Cerro Tanaro, Cortiglione, Felizzano, Incisa Scapaccino, Oviglio, Quattordio i Rocchetta Tanaro.
Pertany al municipi la frazione d'Abazia.